# İbrahim Yurdunuseven
İbrahim Yurdunuseven (* 1969 in Afyonkarahisar) ist ein türkischer Politiker der Adalet ve Kalkınma Partisi (AKP), der seit 2018 Mitglied der Großen Nationalversammlung (TBMM) ist.

## Leben
İbrahim Yurdunuseven, Sohn von Hidayet Yurdunuseven und dessen Ehefrau Memnune İbrahim Yurdunuseven, begann nach dem Besuch der Grund- und Sekundarschule in Afyonkarahisar ein Studium an der juristischen Fakultät der Universität Ankara (Ankara Üniversitesi), welches er 1991 beendete. Nach seiner anwaltlichen Zulassung nahm er 1993 eine Tätigkeit als freiberuflicher Rechtsanwalt in Afyonkarahisar auf und beteiligte sich aktiv in verschiedenen Wohltätigkeitsorganisationen in dieser Stadt. Seine politische Laufbahn begann er in der Kommunalpolitik und war zwischen 2004 und 2009 für die Partei für Gerechtigkeit und Aufschwung AKP Mitglied des Stadtrates von Afyonkarahisar. Er wurde 2012 Mitglied des Vorstandes der AKP der Provinz Afyonkarahisar und als solcher Leiter der Provinzwahlangelegenheiten, ehe er am 24. Juni 2014 die Funktion als Vorsitzender der AKP in der Provinz Afyonkarahisar übernahm.
Bei der Parlamentswahl in der Türkei am 24. Juni 2018 wurde Yurdunuseven für die AKP für die Provinz Afyonkarahisar erstmals zum Mitglied der Großen Nationalversammlung TBMM (Türkiye Büyük Millet Meclisi) gewählt und gehört dieser nach seiner Wiederwahl bei der Parlamentswahl am 14. Mai 2023 seither an. In der aktuellen 28. Legislaturperiode ist er seit dem 3. Juni 2023 stellvertretender Vorsitzender der Menschenrechtskommission (İnsan Haklarını İnceleme Komisyonu).
Yurdunuseven ist verheiratet und hat drei Kinder.